# Jałowa (rejon prużański)
Jałowa (biał. Ялова; ros. Ялово) – wieś na Białorusi, w obwodzie brzeskim, w rejonie prużańskim, w sielsowiecie Wielkie Sioło.
W dwudziestoleciu międzywojennym leżała w Polsce, w województwie poleskim, w powiecie prużańskim, w gminie Suchopol. 
Według Powszechnego Spisu Ludności z 1921 roku wieś zamieszkiwały 463 osoby, wśród których 14 było wyznania rzymskokatolickiego a 449 prawosławnego. Jednocześnie 14 mieszkańców zadeklarowało polską przynależność narodową a 449 białoruską. We wsi było 100 budynków mieszkalnych.
Znajduje się tu cmentarz prawosławny z zabytkową cerkwią pw. św. Anny, administrowany przez parafię w Szereszowie.